# Milan (Illinois)
Milan é uma vila localizada no estado americano de Illinois, no Condado de Rock Island.

## Demografia
Segundo o censo americano de 2000, a sua população era de 5348 habitantes.
Em 2006, foi estimada uma população de 5213, um decréscimo de 135 (-2.5%).

## Geografia
De acordo com o United States Census Bureau tem uma área de
15,6 km², dos quais 14,3 km² cobertos por terra e 1,3 km² cobertos por água. Milan localiza-se a aproximadamente 220 m acima do nível do mar.

## Localidades na vizinhança
O diagrama seguinte representa as localidades num raio de 8 km ao redor de Milan.